# Gustaf Lindh
Gustaf Allan Lindh (* 21. Mai 1926 in Liden, Gemeinde Sundsvall; † 3. September 2015) war ein schwedischer moderner Fünfkämpfer im Winter-Pentathlon.

## Leben und Karriere
Gustaf Lindh war der erste und einzige Olympiasieger im Winter-Pentathlon. Dieser Wettbewerb war ausschließlich bei den Olympischen Spielen 1948 in St. Moritz im Programm. Schweden stellte vier Teilnehmer, darunter den späteren Olympiasieger im Modernen Fünfkampf, William Grut. Grut, Claes Egnell und Bertil Haase waren teilweise mehr als zehn Jahre älter und zu jener Zeit die beherrschenden Athleten im Winterfünfkampf, trotzdem konnte Lindh sich gegen die Favoriten durchsetzen. Er konnte das Schießen und das abschließende Reiten für sich entscheiden und hatte nur im Abfahrtslauf als Sechster ein schlechtes Ergebnis. Sein Mannschaftskamerad Haase gewann mit der Abfahrt und dem 10 km-Langlauf zwar die beiden Skidisziplinen, war aber im Schießen, Fechten und Reiten schwächer. Grut zeigte in allen Disziplinen ausgeglichene Leistungen, dennoch setzte sich Lindh mit einem Punkt Vorsprung vor ihm und Haase durch. Der vierte Schwede, Egnell, brach sich in der Abfahrt ein Bein und musste den Wettkampf an vierter Stelle liegend aufgeben.
Wie die anderen Teilnehmer war auch Lindh Armeeangehöriger. Im Alter von siebzehn Jahren hatte er sich zur Armee in Östersund gemeldet, da zu Kriegszeiten kaum eine Ausbildungsstelle zu bekommen war. Als Freiwilliger zur Unteroffizierslaufbahn (Furir) wurden ihm dort gute Wintersportmöglichkeiten geboten. Schon in seinem dritten Wettkampf im Winter-Pentathlon gewann er 1946 die schwedische Meisterschaft und qualifizierte sich damit für die Olympischen Spiele. Im Herbst 1948 beendete er seinen Militärdienst, begann eine Ausbildung im Bereich Energietechnik an der Tekniska Fackskolan (Technischen Fachschule) in Sundsvall und arbeitete dann als Konstrukteur für Hochspannungsleitungen. Daneben war er weiter sportlich aktiv, erlitt aber 1954 bei einem Reitunfall in Stockholm einen doppelten Kieferbruch. Nach diesem Unfall musste er seine Karriere beenden.
Lindh verbrachte einige Jahre in den Vereinigten Staaten und lebte ungefähr seit 1970 in Viksjö, Järfälla nordwestlich von Stockholm.
Im September 2015 verstarb er im Alter von 89 Jahren.